# 정충악비
《정충악비》(중국어 간체자: 精忠岳飞, 정체자: 精忠岳飛, 병음: Jīng zhōng yuè fēi 징중웨페이[*], 영어: The Patriot Yue Fei 더 패트리어트 웨페이[*])는 황샤오밍, 뤄자량, 린신루, 정페이페이, 유승준 주연의 역사 TV 드라마이다.
'정충악비'는 청나라 시대 소설인 '설악전전(說岳全傳)'을 각색해 드라마화한 작품으로, 구국의 영웅으로 대우받던 충신 악비의 일대기를 그렸다. 홍콩의 당계례가 감독을 맡았으며 중국 배우 판빙빙이 투자자로 참여했다.
한국에서는 채널칭(Ching)을 통해 2014년 5월 9일 첫방송을 시작하였다.

## 출연진
- 악비 : 황샤오밍
- 진회 : 뤄자량
- 이효아 : 린신루
- 조구 : 딩쯔쥔
- 완안종필 : 유승준
- 한세충 : 샤오빙
- 고총 : 우슈보
- 주동 : 위룽광
- 고양씨 : 류시시
- 악비의 모친 : 정페이페이
- 장헌 : 추이린
- 악운 : 저우빈 (아역 : 정웨이)
- 합미치 : 안쩌하오
- 양홍옥 : 장신위
- 오소소 : 장자니

## 주제가
- 오프닝곡 : 《소소우미헐(瀟瀟雨未歇)》… 주화건 & 소혜륜
- 앤딩곡 :《정충전기(精忠傳奇)》… 황샤오밍 & 담정
- 삽입곡 : 《최미적시광(最美的时光)》… 저우비창